# قلعه کلیس
قلعه کلیس (به کرواتی: Tvrđava Klis) یک قلعه قرون وسطایی است که در بالای روستایی به همین نام در نزدیکی اسپلیت در کرواسی واقع شده است. قلعه کلیس از زمان پیدایش آن به عنوان یک دژ کوچک که توسط قبیله باستانی ایلیری دالماته ساخته شده بود، تبدیل به یک قلعه سلطنتی شد که مقر بسیاری از پادشاهان کرواسی بود. تا این که توسعه نهایی آن به عنوان یک قلعه بزرگ در طول جنگ های عثمانی در اروپا به منظور محافظت از مرزها صورت گرفت. در طول تاریخ بیش از دو هزار ساله خود چندین بار از دست رفت و دوباره تسخیر شده است. این قلعه به دلیل قرار گرفتن بر روی گذرگاهی که کوه‌های موسور و کوزجاک را از هم جدا می‌کند، به عنوان منبع اصلی دفاع در دالماسیا، به ویژه در برابر پیشروی‌های عثمانی ، عمل می‌کرد و یک تقاطع کلیدی بین کمربند مدیترانه و عقبه بالکان بوده است.

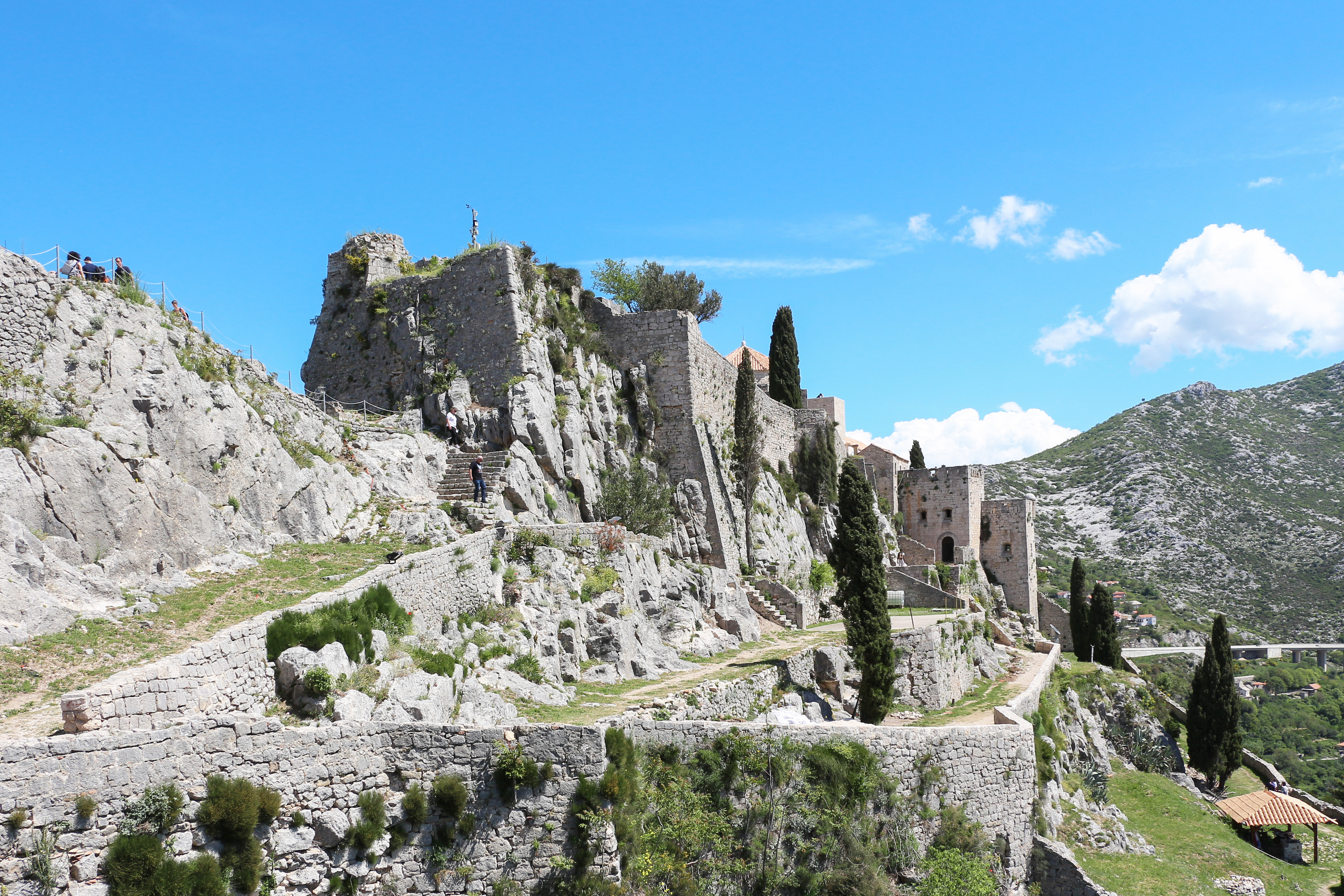
نمای جنوبی قلعه.

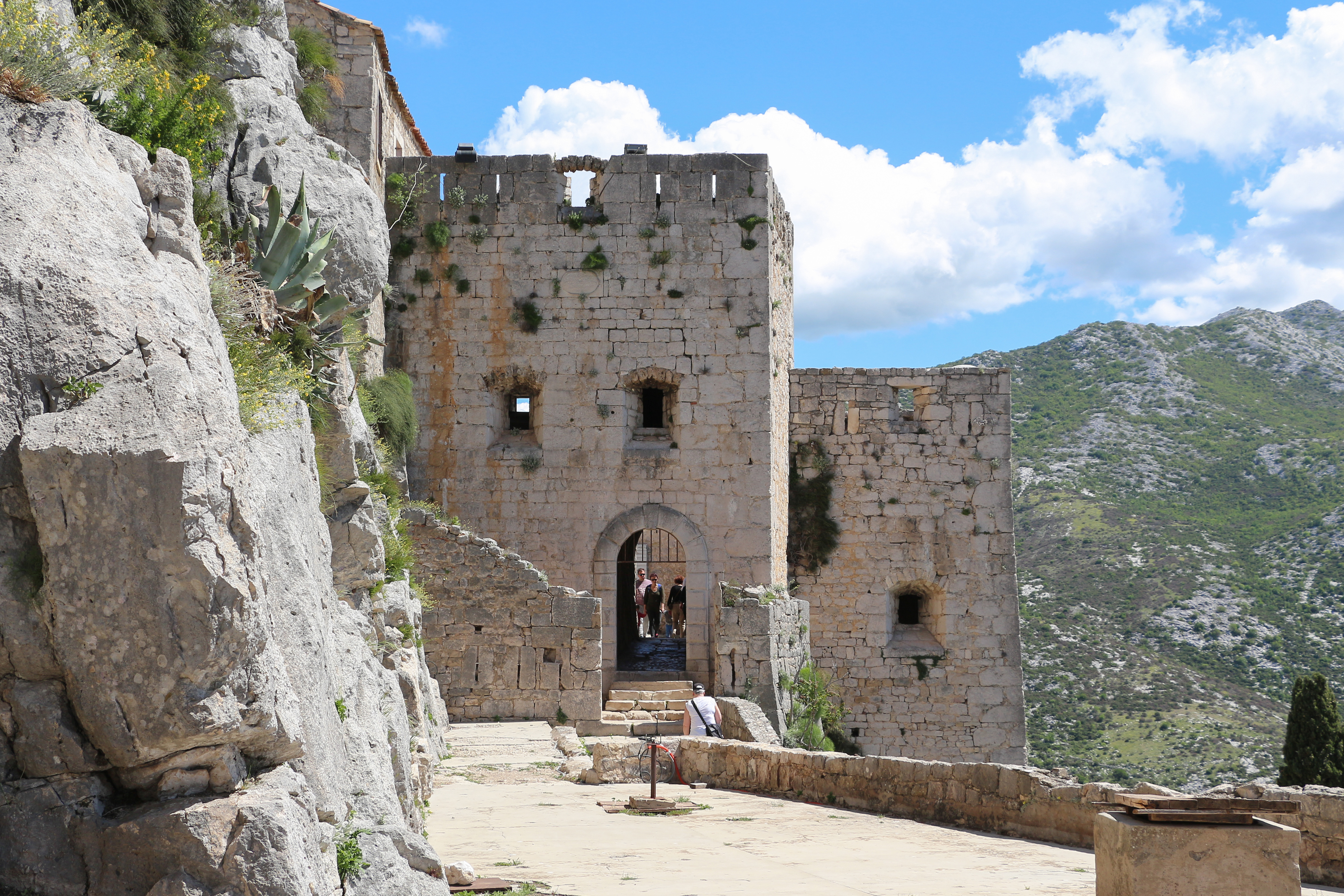
ورودی سومین خط دفاعی، از دروازه سوم در یک برج قرون وسطایی.

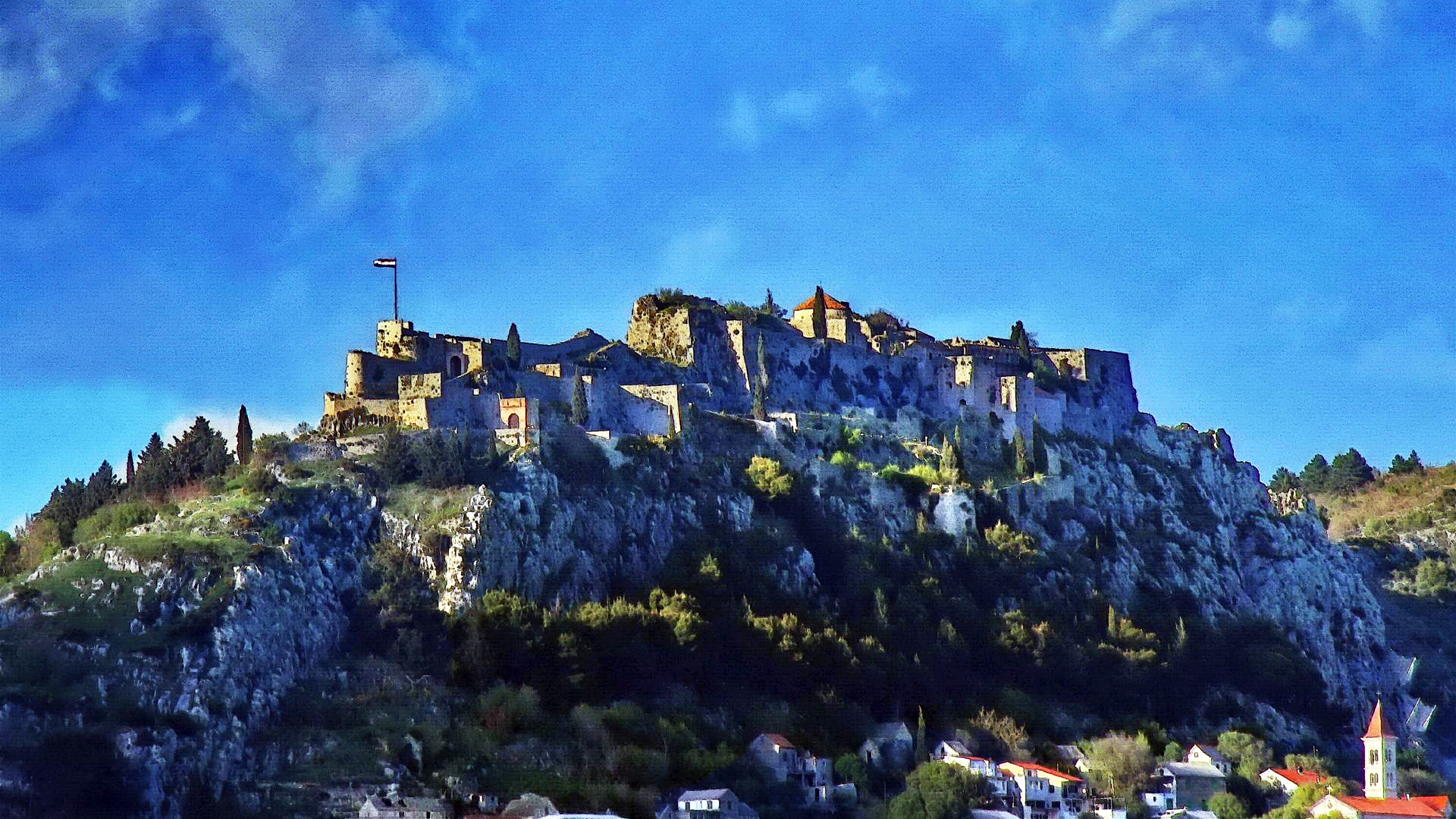
نمایی از جنوب غربی در اواخر بعد از ظهر

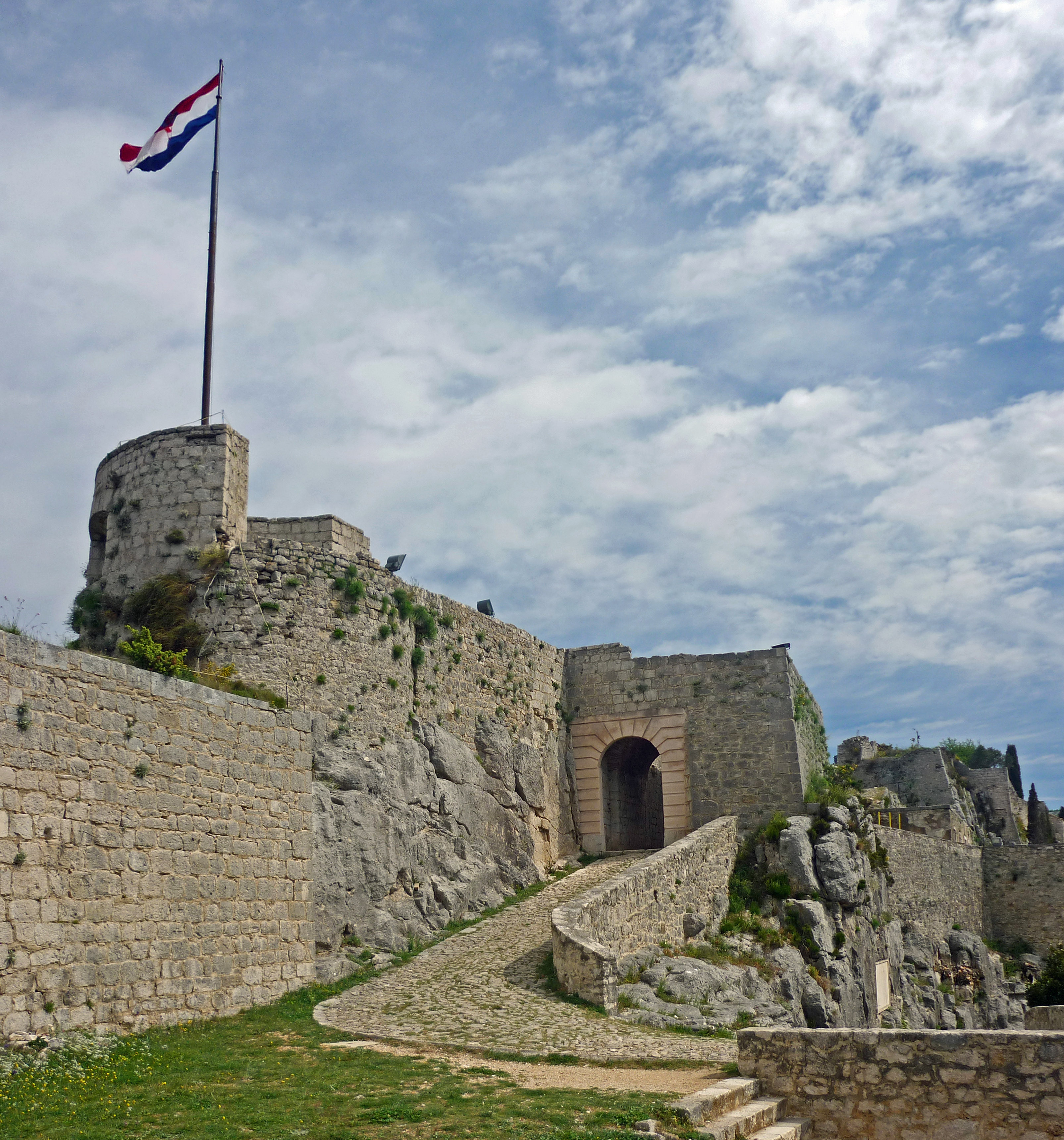
برج اپرا که از ورودی دوم محافظت می کند.

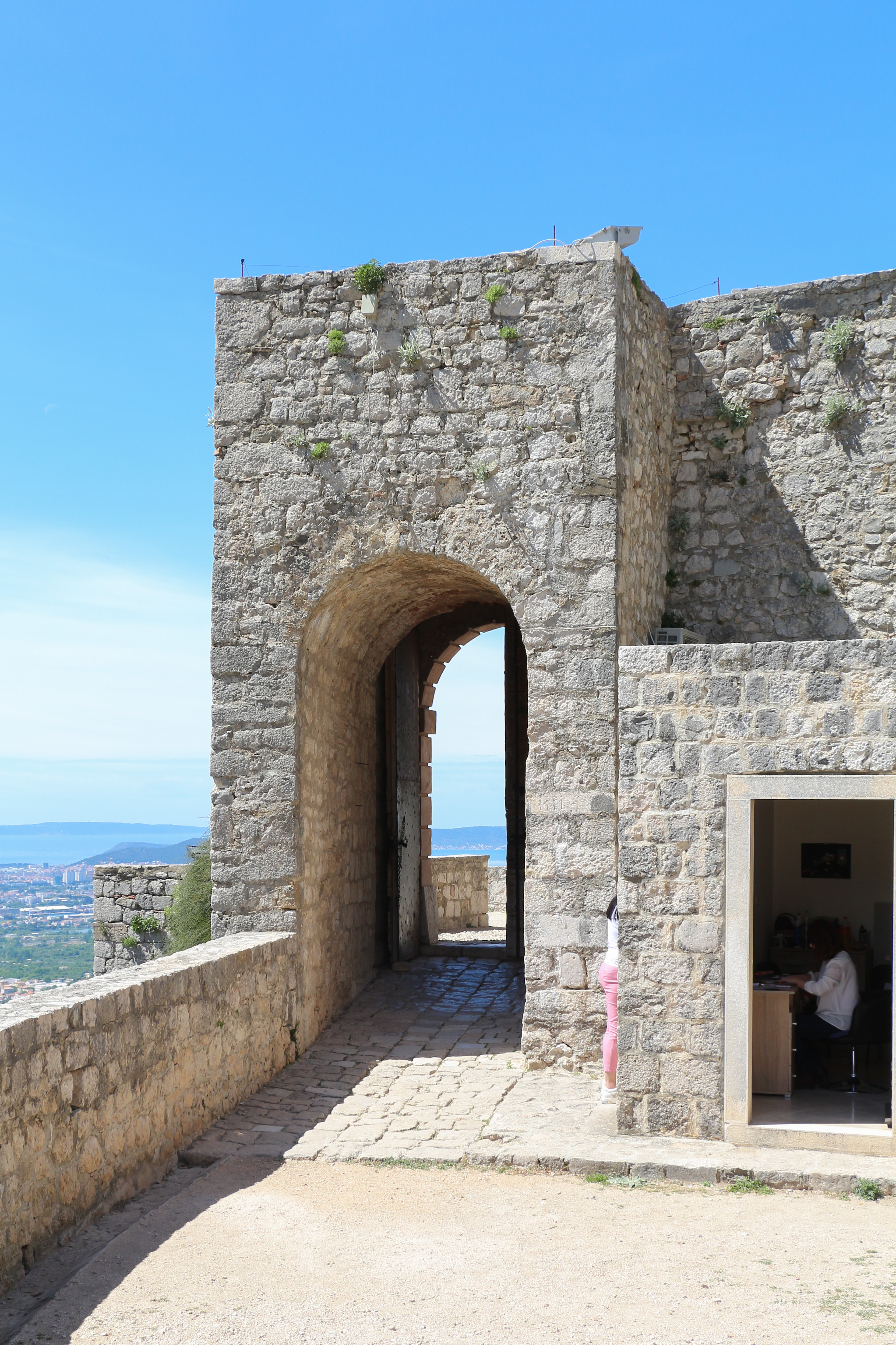
اولین دروازه قلعه

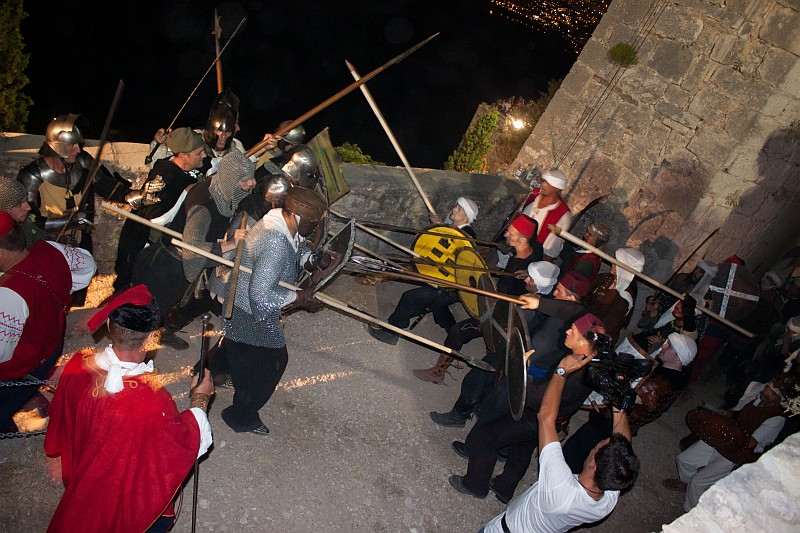
کروات ها در حال نبرد با عثمانی ها
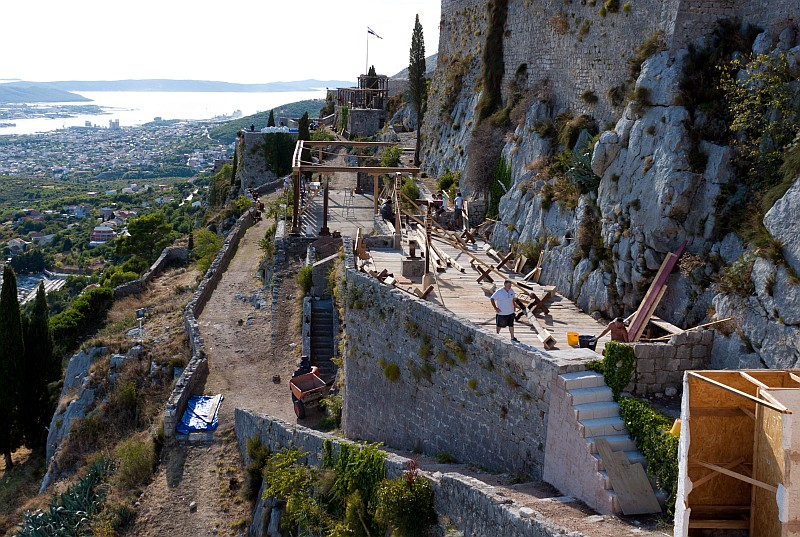
مجموعه فیلم بازی تاج و تخت
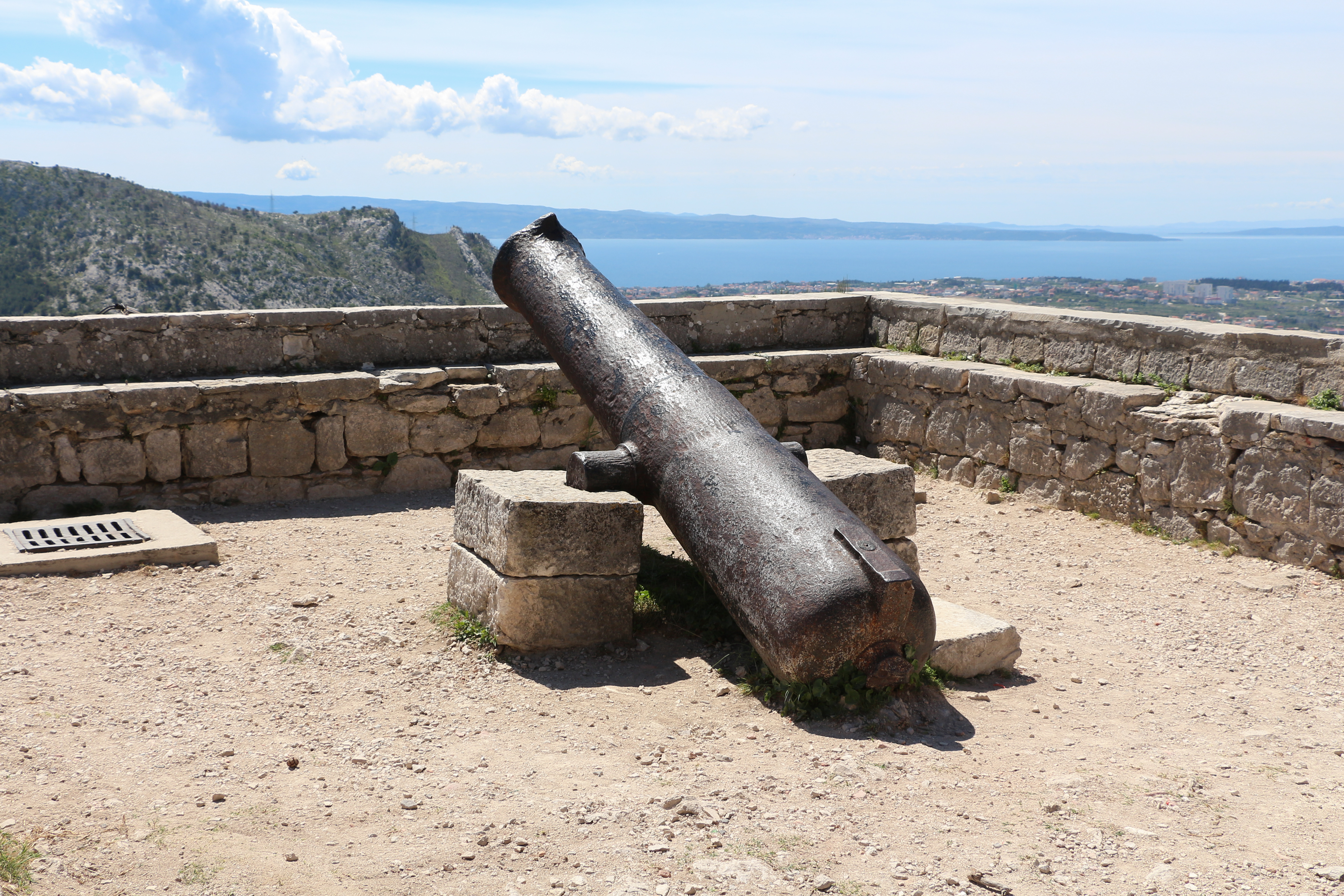
توپ در قلعه
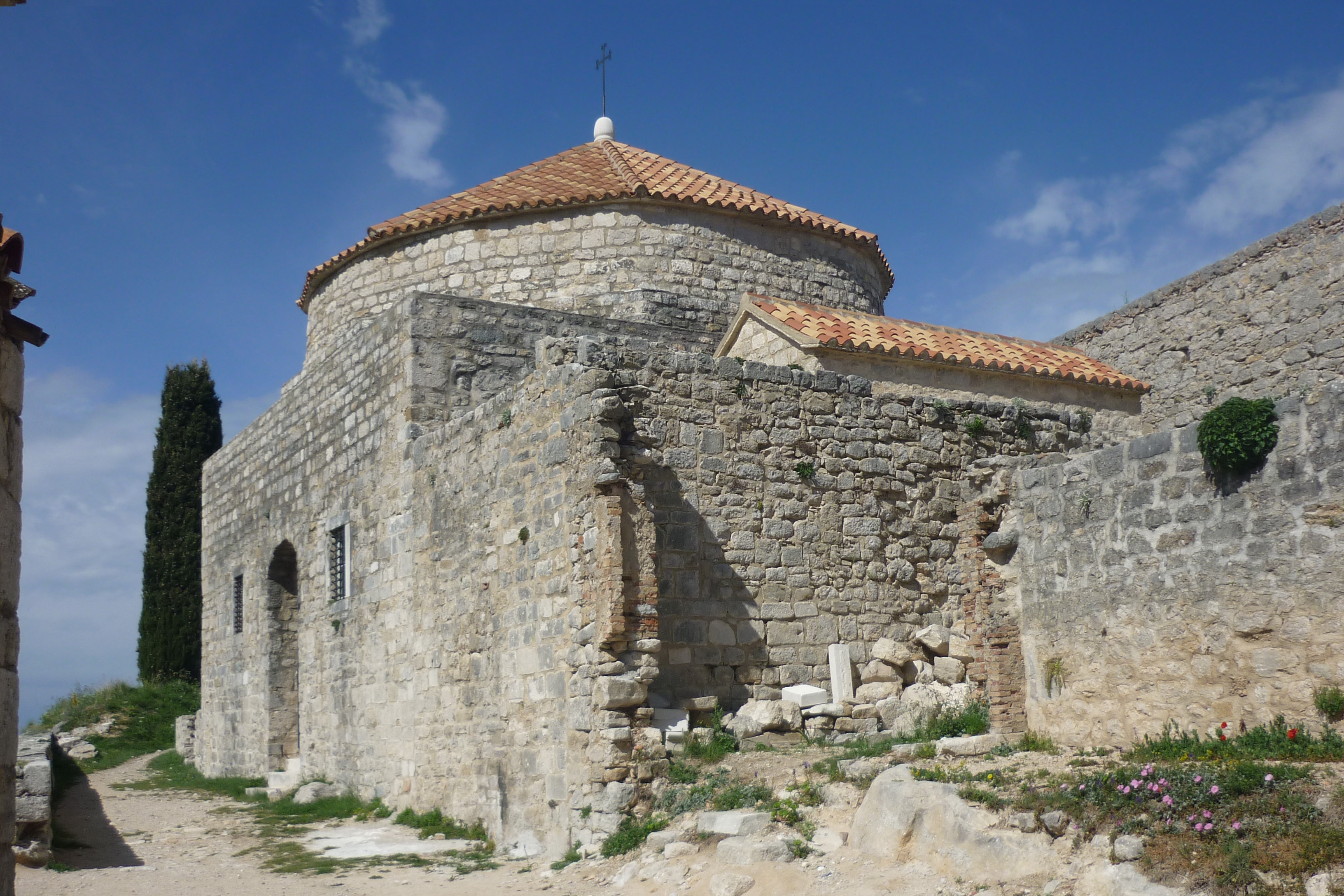
کلیسای سنت وید در قلعه